# Велемичи
Велеми́чи (бел. Велямічы) — агрогородок в Столинском районе Брестской области Беларуси. Административный центр Велемичского сельсовета. 

## География
Расположен на берегу озера Сияцы в 5 км от Давид-Городка, в 39 км от Столина, в 284 км от Бреста, в 46 км от железнодорожной станции Горынь. 

## История
Впервые упоминается в 1392 году, вместе с Ольшанами. В 1724 году была построена Ильинская церковь, первое здание сгорело и в 1881 году строят новую церковь.
После Второго раздела Речи Посполитой 1793 года в составе Хорской волости Мозырского уезда Минской губернии Российской империи во владении Радзивиллов.
В середине XIX века в составе имения Давид-Городок. В 1881 году вместо старой церкви построена новая.
С 1921 по 1939 годы в составе Хорской гмины Лунинецкго повята Полесского воеводства Польши.
С 1939 года в составе БССР. С 12 октября 1940 года центр Давид-Городокского сельсовета. С 19 января 1961 года в Столинском районе Пинской области, с 8 января 1954 года Брестской области.
C июля 1941 года по июль 1944 года была оккупирована немецко-фашистскими войсками. В 1943 году деревня сожжена, погибло 16 жителей. Восстановлена после войны. Центр колхоза «За Родину».
В 2011 году деревня Велемичи преобразована в агрогородок.

## Население
Население агрогородка на 2019 год составляло 1507 человек.
| 1886 | 1921   | 1939   | 1940   | 1970   | 2005   | 2009   | 2019   |
| ---- | ------ | ------ | ------ | ------ | ------ | ------ | ------ |
| 530  | ▲ 1557 | ▲ 2504 | ▼ 1676 | ▲ 2037 | ▼ 1782 | ▼ 1636 | ▼ 1507 |

## Инфраструктура
Работали ремонтные сельскохозяйственные мастерские, мельница, ветеринарный пункт, дом быта, банк, клуб, библиотека, отделение связи, средняя школа, фельдшерско-акушерский пункт.

## Культура
- Дом культуры

## Достопримечательности
- Группа археологических памятников «Велемичи»
- Селище периода раннего железного века
- Ильинская церковь (1881)
- Церковь Христиан Веры Евангельской

## Галерея
- Бывший клуб, ныне спортшкола
- Ильинская церковь
- Ильинская церковь
- Ильинская церковь